# Karasburg, Namibia
Karasburg este un oraș din Namibia.